# Gerard I de Lorena
Gerard d'Alsàcia, V de Metz, I de Lorena (~1030 - 11 d'agost de 1070, Remiremont), fou comte de Metz (1047 -1070) com i duc de l'Alta Lorena (1048-1070) i senyor de Châtenois. Els textos de l'època es refereixen a ell amb el nom de Gerard d'Alsàcia (lloc de naixement de la seva família, anomenats "els alsacians"), i també com Gerard de Chatenoy (el nom d'un castell que posseïa prop de Neufchâteau) o Gérard de Flandes (per la seva muller, Eduvigis de Namur, coneguda com a Hedwiga de Flandes per pertànyer a aquesta família).
Adalbert de Lorena, el seu germà gran i comte de Metz, va ser investit amb el ducat de l'Alta Lotaríngia a principis de 1047 per l'emperador Enric III, que havia confiscat a Godofreu II de Baixa Lotaríngia. Aquest no va acceptar la derrota i es va revoltar, matant a Adalbert en una batalla prop de Thuin, l'11 de novembre de 1048. Enric III va donar llavors el ducat al seu germà Gerard d'Alsàcia, al que Adalbert havia deixat ja el comtat de Metz un any abans.
Godofred va continuar la lluita, ajudat pels senyors de Lorena que estaven preocupats pel poder territorial del nou duc i ràpidament va fer presoner Gerard. Però Gerard rebé el suport de Bruno (antic bisbe de Toul elegit papa amb el nom de Lleó IX), que, en un viatge a Lorena, va obtenir l'alliberament de Gerard el 1049. També va rebre suport de l'emperador que li va proporcionar tropes que li van permetre vèncer als seus oponents. No obstant això, la noblesa de Lorena va continuar diverses vegades creant disturbis contra el duc, recolzada pel clergat.
El seu regnat va estar marcat per la fidelitat a l'emperador Enric III i després Enric IV, i la col·laboració regular amb l'Església. Va ser protector-advocat de les abadies de Moyenmoutier, de Saint-Mihiel i de Remiremont. Va construir el castell de Prény així com un petit poble en una posició central del ducat, en un lloc anomenat Nancy. Aquesta ciutat creixerà i es convertirà en la capital del ducat.
En general residia al castell fortificat de Châtenois; les fortificacions van ser destruïdes pel Príncep de Condé el 1634. Entre les seves possessions, alguns foren part dels terrenys de l'abadia de Saint-Denis, especialment Stoufin, després Haut-Koenigsbourg. Va morir a Remiremont mentre es preparava per sufocar una revolta de nobles de Lorena, i l'enverinament no es pot excloure com a causa de la defunció. Va ser enterrat a l'abadia de Remiremont.

## Família
Era el fill de Gerard IV de Metz dit de Bourzonville (mort el 1045), comte de Metz, i de Gisela (que podria ser filla del duc Teodoric I de Lorena, però no hi ha res segur).
Es va casar amb Eduvigis de Namur, filla del comte Albert I de Namur i d'Ermengarda de Baixa Lotaríngia. Aquesta casament l'apropava a la noblesa lorenesa. Van tenir quatre fills:
- Teodoric II de Lorena (~1055 -1115), duc de Lorena
- Gerard I de Vaudémont (1057 -1108), comte de Vaudémont
- Beatriu, casada amb el comte Esteve I de Borgonya, Mâcon i Vienne
- Gisela, abadessa de Remiremont.